# مارسيلو تشاموسكا
مارسيلو تشاموسكا (بالبرتغالية: Marcelo Chamusca‏) هو مدرب كرة قدم ولاعب كرة قدم برازيلي في مركز الوسط، ولد في 7 أكتوبر 1966 في سلفادور في البرازيل. لعب مع نادي باهيا.

## وصلات خارجية
- مارسيلو تشاموسكا على موقع قاعدة بيانات كرة القدم.إي يو (الإنجليزية)
- مارسيلو تشاموسكا على موقع Soccerway.com (الإنجليزية)
- مارسيلو تشاموسكا على موقع عالم كرة القدم.نت (الإنجليزية)